# Sumida (rivier)
De Sumida (隅田川, Sumidagawa) is een rivier in Japan die door Tokio stroomt. De rivier wordt door de Japanse wet geclassificeerd als een rivier van eerste klasse. De rivier splitst bij de Iwabuchi-sluis af van de Arakawa, en stroomt vervolgens 27 kilometer door Tokio naar de Baai van Tokio. De rivier stroomt hierbij door de volgende speciale wijken:
- Kita
- Adachi
- Arakawa
- Sumida
- Taito
- Koto
- Chuo

Oorspronkelijk maakte de Sumida deel uit van de Arakawa, maar in de Meijiperiode werd de hoofdstroom van de Arakawa verlegd om overstromingen te voorkomen.
Over de rivier zijn 26 bruggen gebouwd; gemiddeld 1 brug per kilometer. Een bekende brug is de Nihonbashi.